# Mouvement des officiers libres

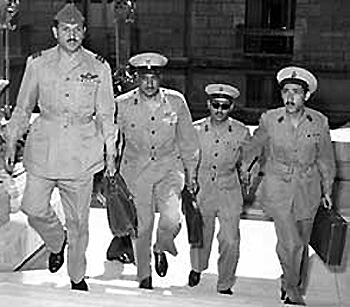
Les responsables du Mouvement des officiers libres en 1952 : Abdel Latif Boghdadi (à gauche), Gamal Abdel Nasser, (centre gauche), Salah Salem (centre droit), Abdel Hakim Amer (à droite).

Le Mouvement des officiers libres (arabe : حركة الضباط الأحرار, al-Ḍubbāt al-Aḥrār) était une organisation militaire égyptienne clandestine créée par le lieutenant-colonel Gamal Abdel Nasser après la guerre israélo-arabe de 1948. Sa prise de pouvoir mit fin à la monarchie égyptienne.

## Arrière-plan
Les défis économiques apparus après la Première Guerre mondiale, à savoir la Grande Dépression, ont affecté les économies nationales du monde entier, notamment celles de l'Égypte et du Soudan. Pendant cette période, les grandes puissances du monde arabe et du Moyen-Orient ont commencé à supprimer les institutions de développement économique après que des progrès positifs soient devenus évidents. Cela a encouragé de nombreux groupes politiques à s’organiser contre les hommes politiques qui dominaient la politique parlementaire de l’époque. Les travailleurs s'étaient habitués aux efforts de développement destinés à stabiliser les économies de la région. Ces initiatives menées par l'État ont établi la norme quant à ce que les gens attendaient de leur gouvernement, notamment en matière de réglementation des importations, d'investissements industriels, de distribution de matières premières et de supervision de la production.

## Formation
Le mouvement était composé de jeunes officiers généralement âgés de moins de 35 ans, ils avaient pour but d'abolir la monarchie et de mettre fin à la présence britannique dans le pays. Galvanisé par un jeune lieutenant-colonel de 34 ans, Nasser, ce héros de la guerre israélo-arabe de 1948 avait fondé un comité révolutionnaire secret.
Dès la fin de l'année 1949, il forme un comité de coordination, dont il devient le chef en 1950. Après avoir établi patiemment son réseau au sein de l'armée et de la société civile, il enrôle le général Naguib. Naguib qui était le général le plus prestigieux et le plus respecté du pays, devait permettre aux militaires de réussir leur coup d'État.
Le programme des officiers libres tenait en six points : fin du colonialisme, du féodalisme, de la domination du capital sur le pouvoir politique et l'établissement de la justice sociale, l'instauration d'une vie démocratique stable et la formation d'une armée nationale puissante.
Le putsch devait se tenir au début du mois d'août, mais le 22 juillet, en début d'après-midi, les officiers apprennent que le roi et son premier ministre, Naguib el-Hilali, préparaient une série d'arrestations dans l'armée.
Le putsch a lieu peu après minuit, et il est réussi sans pratiquement aucun coup de feu.
Devant la révolte, le roi Farouk quitte le pays à bord de son yacht personnel, le Mahroussa. C'est son fils Fouad, âgé de six mois qui prend sa succession.
Au petit matin, un Conseil révolutionnaire est institué. Le général Naguib en était le président, mais l'essentiel du pouvoir se trouvait entre les mains de Nasser.
Le 23 juillet, l'un des officiers de Nasser, Anouar el-Sadate faisait à la radio cette déclaration « Des hommes dignes de confiance se sont chargés de la direction des affaires ».
Pour respecter la constitution, Naguib et Nasser demandent à l'ancien premier ministre Ali Maher de diriger un nouveau cabinet ministériel.
Le sort du roi Farouk a longuement été débattu, certains des membres du conseil révolutionnaire voulaient envoyer le roi devant un peloton d'exécution, et proclamer la république. Mais Nasser en décide autrement et fait valoir qu'il serait maladroit de provoquer ainsi les britanniques, et qu'une période de transition serait nécessaire pour établir la révolution.
Les neuf hommes qui s'étaient constitués en tant que comité du mouvement des officiers libres sont le lieutenant-colonel Gamal Abdel Nasser, le major Abdel Hakim Amer, le lieutenant-colonel Anouar el-Sadate, le major Salah Salem, le major Kamal el-Din Hussein (en), le commandant Gamal Salem (en), le chef d'escadron Hassan Ibrahim, le major Khaled Mohieddine et le commandant Abdel Latif Boghdadi. Le major Hussein el-Shafei (en) et le lieutenant-colonel Zakaria Mohieddin ont rejoint le mouvement plus tard.

## Héritage
Dans d'autres pays arabes, des mouvements similaires se sont constitués. Il y a eu le colonel Kadhafi qui a créé un groupe semblable pour renverser le roi libyen Idris Ier en 1969. Des dirigeants du parti Baath syrien ont créé un groupe semblable pour mettre fin à la République arabe unie en 1961. En Algérie, un groupe similaire de soldats algériens ayant fait cession durant la guerre civile des années 1990, va se créer : le Mouvement Algérien des Officiers Libres. En Arabie saoudite le prince Talal de Jordanie a créé le Mouvement des Princes Libres, dans les années 1960, pour renverser la monarchie conservatrice de son pays.
Sa tentative de coup d'État a échoué et Nasser lui offre l'asile.
Des mouvements similaires ont été organisés par d'autres groupes d'officiers subalternes cherchant à imiter l'accession au pouvoir des officiers libres. En Irak, une faction d'officiers nationalistes arabes et irakiens , qui se faisaient appeler les « Officiers libres », renversa le gouvernement hachémite pro-britannique de Nouri Saïd et Fayçal II en 1958. Saïd et Fayçal, les principaux rivaux régionaux de Nasser à l'époque, ont tous deux été tués lors du coup d'État. En 1963, certains de ces mêmes officiers se sont ralliés au parti Baas et ont renversé le gouvernement d'Abdel Karim Kassem, qui a été tué par les organisateurs du coup d'État.
En Syrie, une coalition d'officiers nationalistes arabes, comprenant des nasséristes, des baasistes et des indépendants, renversa le gouvernement sécessionniste de Nazem Koudsi en 1963 et s'engagea à rétablir l'union avec l'Égypte dans la République arabe unie (1958-1961).